# Cymodoce mammifera
Cymodoce mammifera är en kräftdjursart som beskrevs av William Aitcheson Haswell 1881. Cymodoce mammifera ingår i släktet Cymodoce och familjen klotkräftor. Inga underarter finns listade i Catalogue of Life.